# Maldivas en los Juegos Olímpicos de París 2024
Las Maldivas estuvieron representadas en los Juegos Olímpicos de París 2024 por cinco deportistas, tres mujeres y dos hombres, que compitieron en cuatro deportes.
Los portadores de la bandera en la ceremonia de apertura fueron el atleta Ibadulla Adam y la jugadora de tenis de mesa Fathimath Dheema Ali. El equipo olímpico maldivo no obtuvo ninguna medalla en estos Juegos.